# Interstate 565
Pour les articles homonymes, voir Route 565.
L'Interstate 565 (I-565) est une autoroute collectrice de 22 miles (35 km) qui relie l'I-65 à Decatur avec la US 72 à Huntsville, en Alabama.
L'I-565 dessert les villes de Decatur, Madison et le centre-ville de Huntsville. Elle donne aussi accès à l'Aéroport international de Huntsville. La US 72 forme un multiplex avec l'I-565 sur toute sa longueur.

## Description du tracé
La connexion avec l'I-565 au reste du système des autoroutes Interstates se situe à son terminus ouest à un échangeur avec l'I-65. À partir de l'échangeur, l'I-565 prend un court alignement vers le nord pour contourner la ville de Mooresville avant de se réaligner vers l'est dans le sud-est du comté de Limestone. Elle passe ensuite aux limites de la ville de Madison et passe près de l'aéroport.
L'autoroute continue vers le nord-est et passe tout près de l'Université de l'Alabama de Huntsville. Elle traverse le centre-ville de Huntsville et se termine un peu plus au nord-est. L'autoroute se termine à la jonction avec la SR 2.

## Liste des sorties
| Interstate 565    |                           |       |       |        |                                                                                  |                                                                                      |
| Comté             | Municipalité              | mi    | km    | Sortie | Intersections / Destinations                                                     | Notes                                                                                |
| Limestone         | Decatur                   | 0,00  | 0,00  | —      | SR 20 (en) est – Decatur                                                         | Sortie direction ouest, entrée direction est                                         |
| Limestone         | Limite Decatur–Huntsville | 0,00  | 0,00  | 1      | I-65 / US 31 – Birmingham, Nashville                                             | Indiqué sortie 1A (sud) et 1B (nord) en direction est; sortie 340A-B de l'I-65       |
| Limestone         | Huntsville                | 1,26  | 2,03  | 2      | Mooresville Road                                                                 |                                                                                      |
| Limestone         | Huntsville                | 3,47  | 5,58  | 3      | Greenbrier Road                                                                  |                                                                                      |
| Limestone         | Huntsville                | 6,38  | 10,27 | 7      | Madison Boulevard / County Line Road                                             |                                                                                      |
| Madison           | Huntsville                | 7,98  | 12,84 | 8      | Aéroport international de Huntsville                                             |                                                                                      |
| Madison           | Madison                   | 9,19  | 14,79 | 9      | Wall-Triana Highway / Madison Boulevard                                          |                                                                                      |
| Madison           | Madison                   | 10,56 | 16,99 | 10     | Town Madison Boulevard / Dunlap Boulevard Intersections                          | Sortie et entrée en direction est seulement                                          |
| Madison           | Huntsville                | 13,02 | 20,95 | 13     | Madison Boulevard                                                                | Sortie direction ouest, entrée direction est                                         |
| Madison           | Huntsville                | 14,34 | 23,08 | 14     | SR 255 (en) nord (Research Park Boulevard) – Arsenal de Redstone Gate 9          | Indiqué sortie 14A (Gate 9) et 14B (SR 255) en direction ouest                       |
| Madison           | Huntsville                | 15,77 | 25,38 | 15     | Madison Pike, Sparkman Drive / Bob Wallace Avenue                                | Accès à U.S. Space and Rocket Center                                                 |
| Madison           | Huntsville                | 16,98 | 27,33 | 17A    | SR 53 (en) nord (Jordan Lane) vers US 72                                         | Indiqué sortie 17 en direction ouest                                                 |
| Madison           | Huntsville                | 17,33 | 27,89 | 17B    | SR 53 (en) sud (Governers Drive)                                                 | Sortie direction est, entrée direction ouest                                         |
| Madison           | Huntsville                | 19,02 | 30,61 | 19A    | US 231 / US 431 (Memorial Parkway)                                               | Sortie direction est, entrée direction ouest; indiqué sortie 19A (sud) et 19B (nord) |
| Madison           | Huntsville                | 19,02 | 30,61 | 19B    | US 231 / US 431 (Memorial Parkway) / Pratt Avenue ouest / Washington Street nord | Sortie direction ouest, entrée direction est                                         |
| Madison           | Huntsville                | 19,38 | 31,19 | 19C    | Washington Street / Jefferson Street – Centre-ville                              | Indiqué sortie 19 en direction ouest                                                 |
| Madison           | Huntsville                | 20,63 | 33,20 | 20     | Oakwood Avenue / Andrew Jackson Way                                              |                                                                                      |
| Madison           | Huntsville                | 21,61 | 34,78 | 21     | US 72 ouest                                                                      |                                                                                      |
| Madison           | Huntsville                | 21,61 | 34,78 | 22     | US 72 est                                                                        | Terminus est; sortie direction est, entrée direction ouest                           |
| - Accès incomplet |                           |       |       |        |                                                                                  |                                                                                      |